# بول ديلييج
بول ديلييج (بالفرنسية:Paul Deliège ) (21 يناير 1931 - 7 يوليوز 2005) هو فنان وكاتب قصص مصورة بلجيكي، كان متزوجا وأنجب طفلين.

## بيوغرافيا
ولد ديلييج في أولن. دبأ العمل في لو سواغ. في عام 1959، دخل إصدارات دوبوي (Dupuis) حيث أطلق مغامرات ثيوفيل وفيليبر مع فيك (Vicq). مع بداية عقد 1960، كان المنشئ الأساسي لقصص صغيرة (Mini-récits) في مجلة سبيرو (Spirou)، حيث أنشئ بوبو، بطله المشهور. 
توفي ديلييج بنوبة قلبية عام 2005.